# Cordino

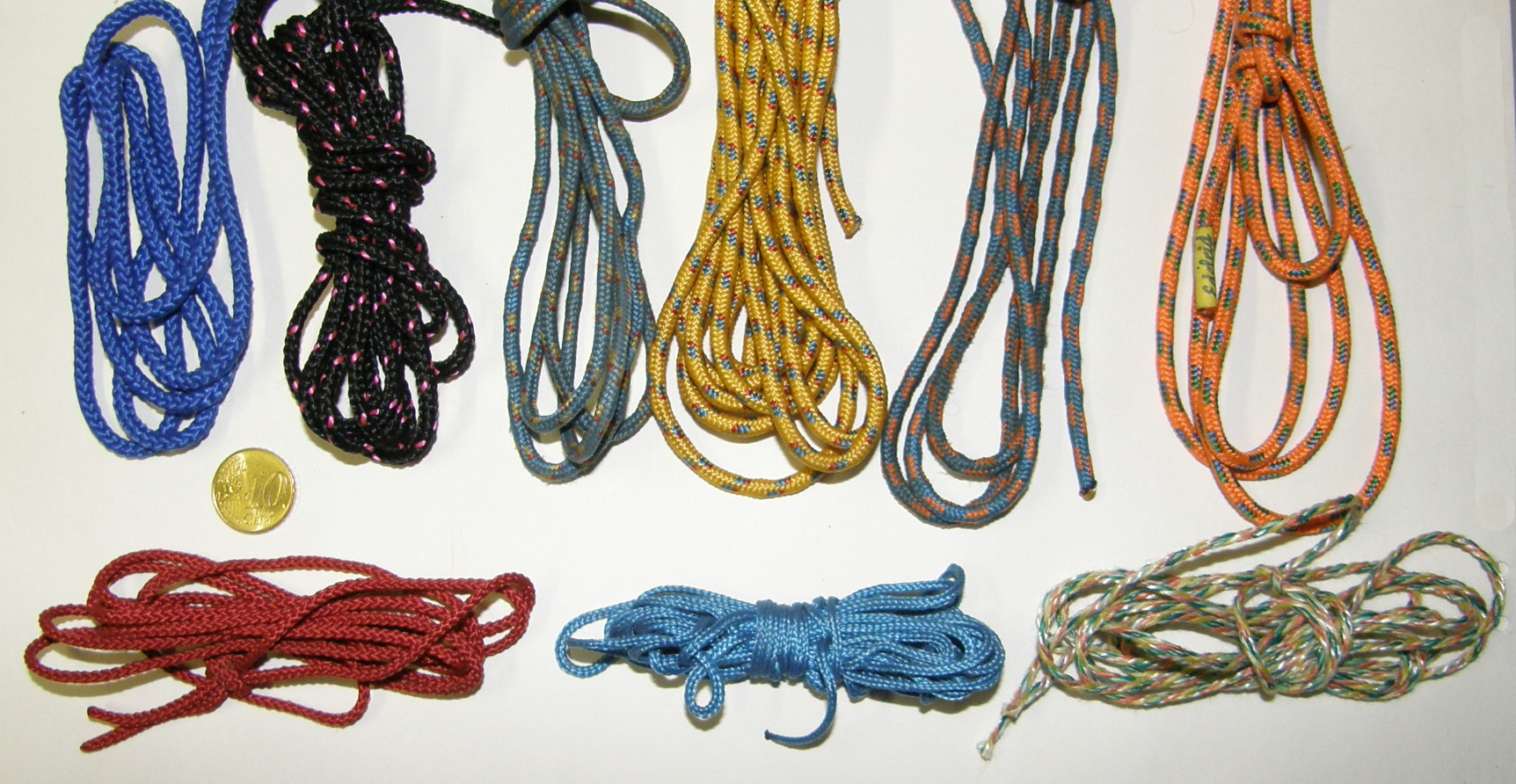
Cordinos de diferentes diámetros.

El cordino es una cuerda auxiliar, más delgada que la normal, usada en alpinismo.
La norma UNE EN 564 lo define como una "cuerda o soga, que consta de un alma y una camisa, de un diámetro nominal de 4 mm a 8 mm y destinada a soportar fuerzas, pero no destinada a absorber energía."

## Descripción
El Cordino, al igual que la cuerda, está dividido en dos partes diferenciadas, la camisa y el alma, las cuales son fabricadas mediante el trenzado de fibras, para conseguir el diámetro y la resistencia deseados.
Los cordinos están regulados bajo la norma UNE EN 564, “Equipos de alpinismo y escalada. Cuerda auxiliar. Requisitos de seguridad y métodos de ensayo”.

## Diferencia entre Cuerda y Cordino
La principal característica para diferenciar entre cuerda y cordino es su diámetro, podemos decir que se trata de un cordino y no de una cuerda cuando su diámetro está comprendido entre las 4 mm y 8 mm.